# تپه کینی شفا شاهسوند
تپه کینی شفا شاهسوند مربوط به دوران‌های تاریخی پس از اسلام است و در شهرستان صحنه، بخش مرکزی، روستای شاهسوند واقع شده و این اثر در تاریخ ۱۸ خرداد ۱۳۸۴ با شمارهٔ ثبت ۱۱۸۵۳ به‌عنوان یکی از آثار ملی ایران به ثبت رسیده است.